# Helsingborgs roddklubb

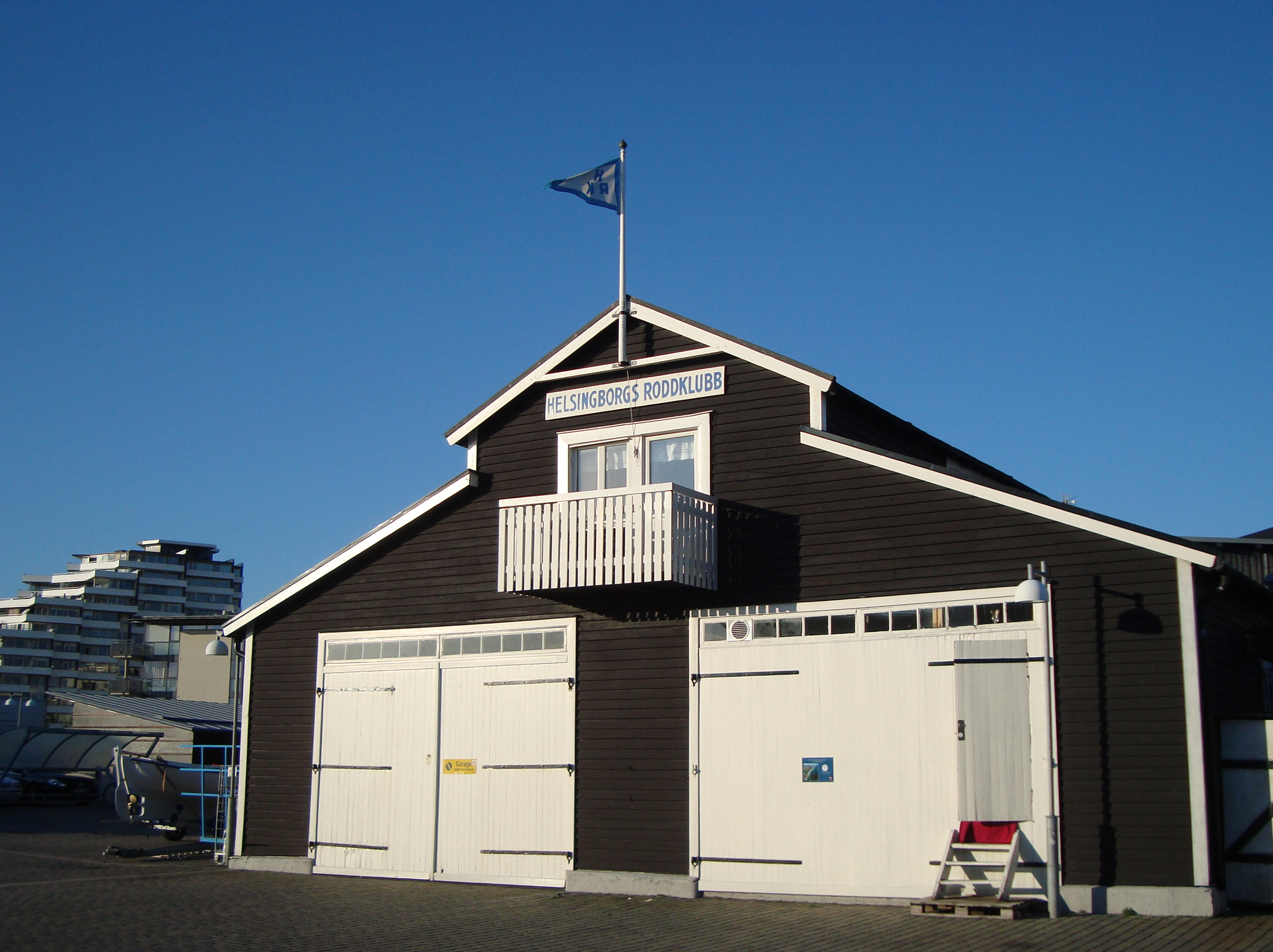
Helsingborgs roddklubbs båthus vid Norra hamnen.

Helsingborgs roddklubb är en roddklubb i Helsingborgs kommun med båthus vid Norra hamnen i Helsingborg.

## Historik
År 1882 förekom roddverksamhet i Helsingborg i det Enskilda roddsällskapets regi. Detta sällskap låg 1883 till grund för stiftandet av Helsingborgs roddklubb. Roddsporten hade i Helsingborg införts på initiativ från Anton Hulthén, som hämtade hem den organiserade versionen av roddsporten från sin vistelse England. Flera av Helsingborgs mer kända invånare blev snart medlemmar i klubben, bland annat konsulerna Petter Olsson, Nils Persson och August Wingårdh, samt disponent Henry Dunker. Roddklubben väckte även intresse bland stadens många redare och skeppskaptener. Ett flertal av dessa medlemmar var mycket välbärgade och gav bidrag till klubbens verksamhet. Den första båten var en sexårad gigg, tillverkad i England, som 1882 inköptes från Göteborg. Båten gick under namnet Mary-Alice, men döptes senare om till Neptun. Detta år uppförde man även ett klubbhus vid Inre hamnens södra sida. Klubbhuset flyttades 1927 till Norra hamnen, där det fortfarande finns kvar i ursprungligt skick. Delar av huset hyrs dock ut till kaféverksamhet. Sedan Norra hamnen gjorts om till småbåtshamn i slutet av 1990-talet tränar klubben på Hjelmsjön i Örkelljunga. Klubben driver där en roddstation tillsammans med andra Skånebaserade roddklubbar.
Bland de medlemmar som utmärkt sig särskilt finns William Bruhn-Möller vilken tog hem en silvermedalj vid de olympiska sommarspelen i Stockholm 1912. I samma OS tävlade även Conrad Brunkman.